# Donji Emovci
Donji Emovci este o arie protejată (sit de importanță comunitară — SCI) din Croația întinsă pe o suprafață de 97,63 ha, integral pe uscat.

## Localizare
Centrul sitului Donji Emovci este situat la coordonatele 45°20′08″N 17°38′01″E / 45.33557°N 17.63372°E.

## Înființare
Situl Donji Emovci a fost declarat sit de importanță comunitară în septembrie 2019 pentru a proteja 2 specii de animale.

## Biodiversitate
Situată în ecoregiunea continentală, aria protejată conține 1 habitat natural: Fânețe de joasă altitudine (Alopecurus pratensis, Sanguisorba officinalis).
La baza desemnării sitului se află mai multe specii protejate de  nevertebrate (2): fluturele auriu (Euphydryas aurinia), fluturele purpuriu (Lycaena dispar).